# WSDL
WSDL, les sigles de Web Services Description Language, és un format de l'Extensible Markup Language (XML) que s'utilitza per descriure serveis web (W). La versió 1.0 va ser la primera recomanació per part del W3C i la versió 1.1 no va aconseguir mai tal estat. La versió 2.0 es va convertir en la recomanació actual per part d'aquesta entitat.
WSDL descriu la interfície pública als serveis Web. Està basat en XML i descriu la forma de comunicació, és a dir, els requisits del protocol i els formats dels missatges necessaris per interactuar amb els serveis llistats al seu catàleg. Les operacions i missatges que suporta es descriuen en abstracte i es lliguen després al protocol concret de xarxa i al format del missatge.
Així, WSDL s'usa sovint en combinació amb SOAP i XML Schema. Un programa client que es connecta a un servei web pot llegir el WSDL per determinar quines funcions estan disponibles en el servidor. Els tipus de dades especials s'inclouen en l'arxiu WSDL en forma de XML Schema. El client pot usar SOAP per fer la trucada a una de les funcions llistades en el WSDL.
El WSDL ens permet tenir una descripció d'un servei web. Especifica la interfície abstracta a través de la qual un client pot accedir al servei i els detalls de com s'ha d'utilitzar.

## Estructura del WSDL
L'estructura del WSDL té els següents elements:

### Tipus de dades
<types>: Aquesta secció defineix els tipus de dades usades en els missatges. S'utilitzen els tipus definits en l'especificació d'esquemes XML.

### Missatges
<message>: Aquí definim els elements de missatge. Cada missatge pot consistir en una sèrie de parts lògiques. Les parts poden ser de qualsevol dels tipus definits en la secció anterior.

### Tipus de port
<portType>: Amb aquest apartat definim les operacions permeses i els missatges intercanviats en el Servei.

### Bindings
<binding>: Especifiquem els protocols de comunicació usats.

### Serveis
<service>: Conjunt de ports i adreça dels mateixos. Aquesta part final fa referència a l'aportat per les seccions anteriors.
Amb aquests elements no sabem què fa un servei però sí ja disposem de la informació necessària per interactuar amb ell (funcions, missatges d'entrada/sortida, protocols...)

## Exemples
A continuació es mostra un exemple d'un document WSDL i les seves diferents seccions. En aquest exemple concret s'implementa un servei que mostra a partir del nom d'un valor borsari el seu valor actual al mercat.